# برمک (دشتستان)
برمک (دشتستان)، روستایی از توابع بخش سعدآباد شهرستان دشتستان در استان بوشهر ایران است و شغل رایج مردم روستا کشاورزی و دامداری است. 

## جمعیت
براساس سرشماری مرکز آمار ایران در سال ۱۳۸۵، جمعیت این روستا ۶۲۱ نفر (۱۵۴ خانوار) بوده‌است.
این روستا در فاصله‌ی سال های ۱۳۲۸ تا ۱۳۳۲ حدود ۱۲۲ نفر جمعیت داشته است.